# 요하네스 쇠너

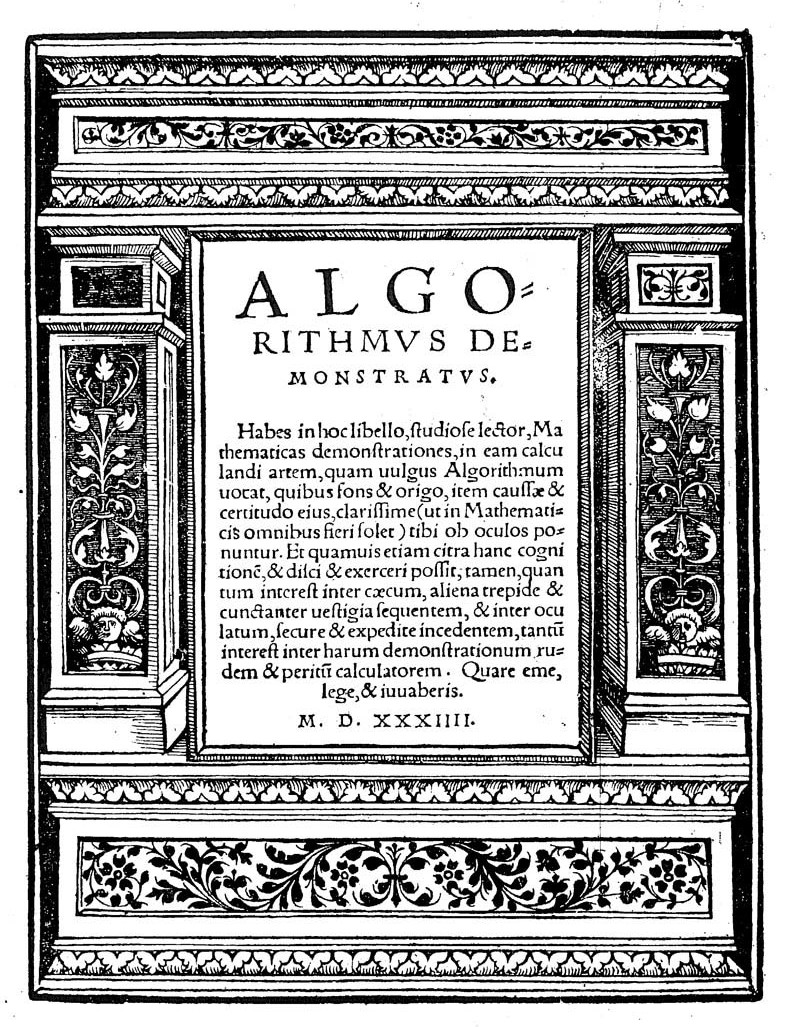
Algorithmus demonstratus, 1534

요하네스 쇠너(Johannes Schöner; 1477년 ~ 1547년)는 독일의 수학자, 천문학자 및 지리학자이다. 1526년 뉘른베르크에서 수학 교사가 되었다. 그는 최초로 지구본을 만든 사람으로 유명한데, 1523년에 만든 지구본에 처음으로 세계를 일주한 마젤란의 발자취가 그려져 있다.

## 같이 보기
- 세계 지도